# Kenta Matsuyama
Kenta Matsuyama (japanisch 松山 健太 Matsuyama Kenta; * 17. November 1998 in der Präfektur Fukuoka) ist ein japanischer Fußballspieler.

## Karriere
Kenta Matsuyama erlernte das Fußballspielen in der Universitätsmannschaft der Momoyama Gakuin University. Mit der Universitätsmannschaft, dem St.Andrews FC, spielte er 2017 dreimal in der fünften Liga. Der Verein spielte in der Kansai Soccer League (Div.1). Seinen ersten Profivertrag unterschrieb er am 1. Februar 2021 bei Iwate Grulla Morioka. Der Verein aus Morioka, einer Stadt in der Präfektur Iwate, spielte in der dritten japanischen Liga. In seiner ersten Saison kam er nicht zum Einsatz. Am Ende der Saison stieg er mit dem Verein als Vizemeister in die zweite Liga auf. Sein Zweitligadebüt gab Kenta Matsuyama am 27. Februar 2022 (2. Spieltag) im Auswärtsspiel gegen den FC Machida Zelvia. Hier stand er in der Startelf und spielte die kompletten 90 Minuten. Machida Zelvia gewann das Spiel durch ein Elfmetertor von Taiki Hirato mit 1:0. Am Ende der Saison 2022 belegte er mit Iwate Grulla Morioka den letzten Tabellenplatz und musste in die dritte Liga absteigen. Nach 20 Zweitligaspielen wechselte er zu Beginn der Saison 2023 zum Drittligisten Kagoshima United FC. 2023 feierte er mit Kagoshima die Vizemeisterschaft und den Aufstieg in die zweite Liga. Nach einer Spielzeit musste er Ende 2024 als Tabellenvorletzter wieder in die dritte Liga absteigen. Nach dem Abstieg verließ er den Verein und schloss sich im Januar 2025 dem Zweitligisten Mito Hollyhock an.

## Erfolge
Kagoshima United FC
- Japanischer Drittligavizemeister: 2023  ▲